# Embolorrhinus
Embolorrhinus is een geslacht van wantsen uit de familie van de Enicocephalidae. Het geslacht werd voor het eerst wetenschappelijk beschreven door Jeannel in 1942.

## Soorten
Het genus bevat de volgende soorten:

- Embolorrhinus ambrinus Villiers, 1969
- Embolorrhinus angulicollis Villiers, 1958
- Embolorrhinus cornifrons (Bergroth & Schouteden, 1905)
- Embolorrhinus incertus Villiers, 1958
- Embolorrhinus laticollis (Bergroth, 1905)
- Embolorrhinus leleupi Villiers, 1960
- Embolorrhinus tuberculatus (Bergroth, 1905)
- Embolorrhinus tuberculicollis (Bergroth, 1914)
- Embolorrhinus villiersi Stys, 1969